# Obscuriphantes pseudoobscurus
Obscuriphantes pseudoobscurus là một loài nhện trong họ Linyphiidae.
Loài này thuộc chi Obscuriphantes. Obscuriphantes pseudoobscurus được Yuri M. Marusik, Heikki Hippa & Koponen miêu tả năm 1996.